# Warboys (song)
Warboys – protest song Paula Rodgersa. Napisany specjalnie na ostatnią solową trasę koncertową w 2006/2007 roku. Utwór znalazł się także na najnowszym albumie Queen + Paul Rodgers, The Cosmos Rocks.

## Członkowie zespołu o utworze
Paul Rodgers, magazyn Vintage Rock 
"Nazwałem go "Warboys" jako tytuł "Modlitwa o pokój", ponieważ chciałem dać ludziom do zrozumienia, że jest to modlitwa o pokój, a nie apoteoza wojny, w żaden sposób. W mojej opinii, jeśli spojrzysz wstecz na historię ludzkości, nie zawsze wydaje się nam, że potrzeba do tego prowadzenia działań wojennych. Chciałbym, naprawdę, żebyśmy mogli żyć i pracować na ziemi, tak jakby to był ogród. Wiesz co mam na myśli? Byłoby tak fajnie, gdybyśmy byli bardziej świadomi duchowo."